# Щипски безистен
Щипският безистен или бедестен (на македонска литературна норма: Штипски безистен) е османски покрит пазар в град Щип, Северна Македония, превърнат днес в художествена галерия.

## История
Безистенът е построен в центъра на града, на десния бряг на Отиня. Няма точни данни за изграждането на сградата, но се предполага, че тя датира от XVI – XVII век. Сградата е унищожена от пожар в Австро-турската война.

## Архитектура
Изграден е от дялан камък и има правоъгална основа. Във вътрешността има едно помещение, разделено на три със стълбове с арки. Централният дял е засводен с псевдокупол от тухли и на тромпи, който отвън е осмостранен и е по-висок от останалите два. Другите два дяла са засводени с кръстати куполи. Външните размери на безистена са 39,96 х 14,12 метра. Входовете са от изток и запад, а по-късно направеният от юг е повторно зазидан. Над входовете има дъги от прецизно обработен пясъчник и базалт. Отвън сградата е изградена от обработен камък, а отвътре от обработен камък са само ъглите, венците и частите около входовете, а останалите са от дялан камък. Страничните барабани имат зъбчести тухлени венци. Осветлението е зенитно в страничните дялове, а централният е осветен с шест прозореца в самия купол. В 1961 – 1964 година са извършени консерваторски дейности, при които сградата е покрита с каменни плочи и отчасти с керемиди.
Сградата е превърната в изложбено пространство.